# Санка (Малопольское воеводство)

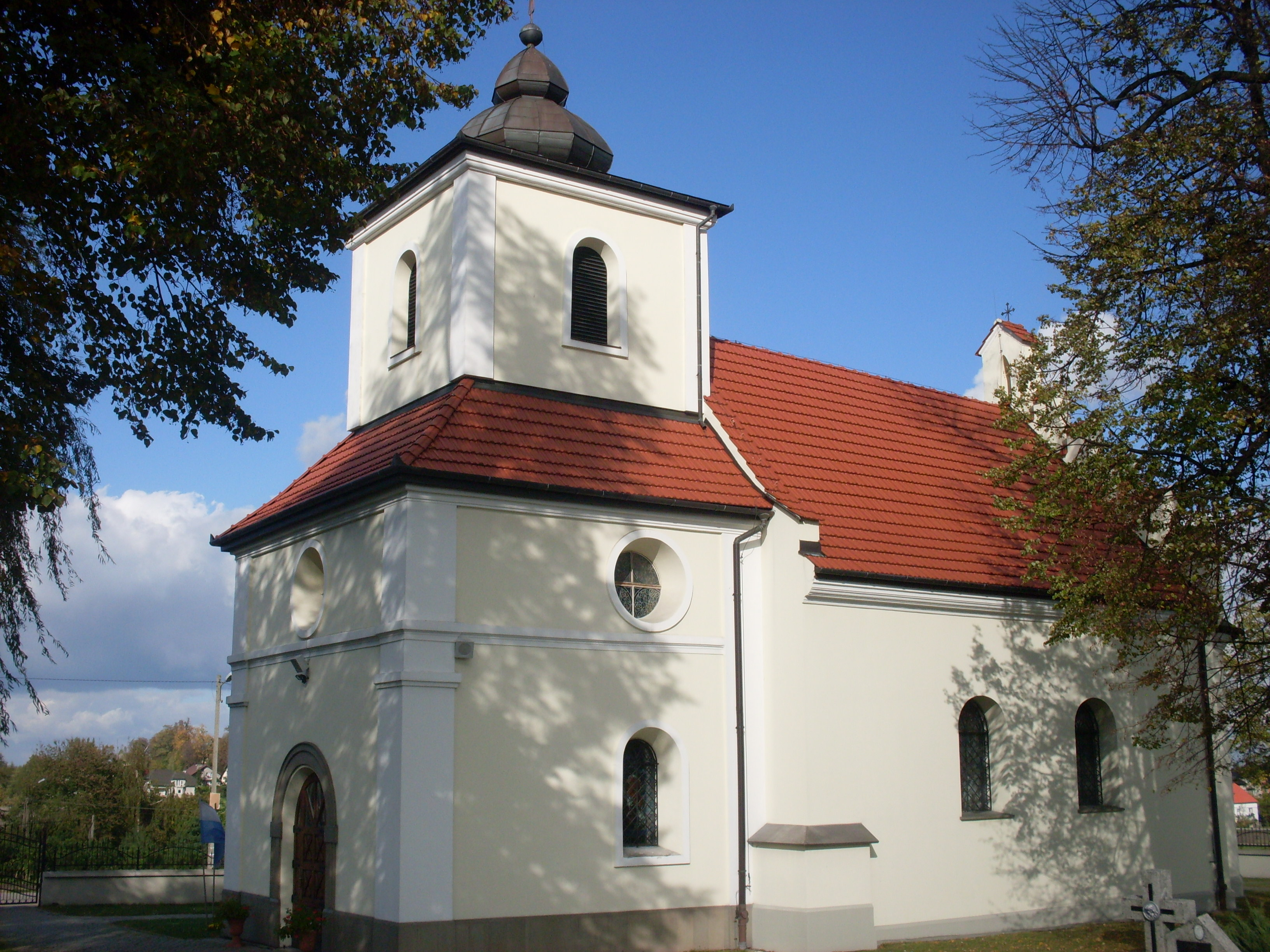
Церковь святого Иакова

Са́нка (пол. Sanka) — село в Польше в сельской гмине Кшешовице Краковского повета Малопольского воеводства.

## География
Село располагается в 8 км от административного центра гмины города Кшешовице и в 21 км от административного центра воеводства города Краков. В солецтво Санка также выходят выселки Бур и Глухувки. Около села находится заповедник «Долина-Потоку-Рудно» и проходит католический паломнический Малопольский путь Святого Иакова. В западной части села находится холм Велька-Гура высотой 385,9 метров, на котором находится трансляционная вышка польской телекоммуникационной сети «Orange».
Через село проходит туристический велосипедный маршрут.

## История
Первое упоминание о селе относится к 1269 году. В 1581 году по инициативе собственника села Адама Сверчевского жители перешли в кальвинизм. В 1625 году в селе был построен кальвинистский храм, который позднее, после возвращения жителей в католичество, был освящён в честь святого апостола Иакова. В 1791 году в селе проживало 355 жителей.
В 1975—1998 годах село входило в состав Краковского воеводства.

## Население
По состоянию на 2013 год в селе проживало 1 196 человек.
| 1880 | 2010  | 2013  |
| ---- | ----- | ----- |
| 543  | 1 116 | 1 196 |

| Перепись  | Всего   | Всего | Женщины | Женщины | Мужчины | Мужчины |
| --------- | ------- | ----- | ------- | ------- | ------- | ------- |
| Единицы   | человек | %     | человек | %       | человек | %       |
| Население | 1 196   | 100   | 621     | 51,9    | 65      | 48,1    |

## Социальная структура
В селе действуют начальная школа и спортивный клуб «Sankowia».

## Достопримечательности
- Руины усадьбы;
- Церковь святого Иакова. Памятник культуры Малопольского воеводства[5].